# Gerry Hogg
Gerry „Boss“ Hogg (* 5. Mai 1960 in Dallas) ist ein ehemaliger US-amerikanischer American-Football-Spieler und -Trainer.

## Laufbahn
Ende der 1970er Jahre wurde Hogg als Soldat der US-Armee nach West-Berlin versetzt. Von 1984 bis 1989 war Hogg auf den Positionen Defense End und Tight End Spieler der Berlin Adler und gewann 1987 und 1989 die deutsche Meisterschaft. Gleichzeitig war er bei dem Verein Jugendtrainer und führte seine Mannschaften 1989 und 1990 zum Gewinn der deutschen Jugendmeisterschaft.
Hogg blieb nach dem Abzug der US-Truppen in Berlin, arbeitete zunächst als Fahrer für die Polizei. Er zog kurzzeitig wieder in sein Heimatland, war dort als Footballtrainer tätig, kehrte dann nach Berlin zurück. Im Stadtteil Friedenau eröffnete er ein Geschäft für Football-Bedarf. Als Trainer führte er die Berlin Rebels zum Aufstieg in die Football-Bundesliga. Im Jugendbereich gewann er als Trainer mit Mannschaften der Rebels 1992 und 1996 erneut deutsche Meistertitel. 1993 wurde Hogg bei der neugegründeten Mannschaft Cottbus Crayfish erster Trainer der Vereinsgeschichte.
Hogg war in den 1990er Jahren ebenfalls als Trainer der Berlin Stars sowie in den 1980er und 1990er Jahren der Berliner Jugendauswahl tätig. Von 1997 bis 2001 hatte er das Traineramt bei den Darmstadt Diamonds inne, die unter seiner Leitung in die Bundesliga aufstiegen. In Polen war Hogg zeitweise ebenfalls als Trainer tätig.